# Condado de Canadian
O Condado de Canadian (em inglês:  Canadian County) é um dos 77 condados do estado americano de Oklahoma. A sede e maior cidade do condado é El Reno. Foi fundado em março de 1890 e o seu nome provém do rio Canadian, que atravessa o condado.
O condado possui uma área de 2 345 km², dos quais 2 322 km² estão cobertos por terra e 23 km² por água, uma população de 115 541 habitantes, e uma densidade populacional de 49,7 hab/km² (segundo o censo nacional de 2010). É o quinto condado mais populoso de Oklahoma.